# Prospective
La prospective, considérée comme une science de « l'homme à venir » par son créateur Gaston Berger, vise, par une approche rationnelle et holistique, à préparer le futur de l'être humain.
Elle ne consiste pas à prévoir l'avenir (ce qui relevait de la divination et relève aujourd'hui de la futurologie) mais à élaborer des scénarios possibles et impossibles dans leurs perceptions du moment sur la base de l'analyse des données disponibles (états des lieux[C'est-à-dire ?], tendances lourdes, phénomènes d'émergences) et de la compréhension et prise en compte des processus sociopsychologiques. Car comme le rappelle Michel Godet : « si l'histoire ne se répète pas, les comportements humains se reproduisent », la prospective doit donc aussi s'appuyer sur des intuitions liées aux signaux faibles, des analyses rétrospectives et la mémoire du passé humain et écologique (y compris et par exemple concernant les impacts environnementaux et humains des modifications géo-climatiques passées).
La prospective est aujourd'hui éloignée de celle de Gaston Berger à son époque. Son approche philosophique laissait une plus grande place aux visions qui s'appuyaient sur l'imagination et avaient pour but de rassembler les citoyens autour d'un projet commun après la guerre.
Le prospectiviste se distingue ainsi du prolongateur de tendances comme du visionnaire qui élabore des scénarios à partir de révélations.
Sa fonction première aujourd'hui est de synthétiser les risques et d'offrir des visions (scénarios) temporelles en tant qu'aide à la décision stratégique, qui engage un individu ou un groupe et affecte des ressources (naturelles ou non) plus ou moins renouvelables ou coûteuses sur une longue durée. Elle acquiert ainsi après avoir pris les risques nécessaires à une double fonction de réduction des incertitudes (et donc éventuellement de certaines angoisses) face à l'avenir, et de priorisation ou légitimation des actions. Selon Antoine Bueno, le prospectiviste s'assigne donc une double mission: élaborer des scénarios destinés à coller au plus près au réel et, au contraire, mettre en garde contre certaines évolutions à éviter. En ce dernier sens, le prospectiviste a un rôle de lanceur d'alerte et une bonne prédiction est aussi bien une prédiction qui se réalise qu'une prédiction suffisamment entendue pour justement ne pas advenir.
La prospective est une démarche continue, car pour être efficace, elle doit être itérative et se fonder sur des successions d'ajustements et de corrections (boucles de rétroaction) dans le temps, notamment parce que la prise en compte de la prospective par les décideurs et différents acteurs de la société modifie elle-même sans cesse le futur (la prospective ne modifie pas le futur, elle se base sur le passé et le présent pour entrevoir le futur ; la prospective se nourrit d'elle-même et n'a aucune accroche de coïncidence avec des scénarios préétablis des acteurs politiques, elle n'est la propriété de personne, par contre la collecte, l'analyse et l'interprétation des données la font naître) qui est tout sauf prévisible. Elle s'appuie sur des horizons ou dates-butoir (ex. : 2030, 2040, 2050, 2100) qui sont aussi parfois des échéances légales, et qui permettent à différents acteurs de faire coïncider leurs scénarios ou calculs de tendance.

## Étymologie, vocabulaire
On peut analyser le mot en tant que mot-valise.
Il réunit :
- la prospection qui est l'exploration de domaines nouveaux ;
- la perspective qui induit à la fois les notions de point de vue et de futur.

Le concept de tendance, polysémique, est parfois détourné par les cabinets de style ; on parle alors de « tendance de mode »... pour la saison prochaine. On est alors loin de la prospective d'une manière générale. On parle de « mémoire prospective » pour désigner la capacité du cerveau à programmer ses actions dans l'avenir proche.

## Histoire
Le terme « prospective » ainsi que l'expression « anthropologie prospective » a été créé par Gaston Berger à la fin des années 1950. Le concept quant à lui existait depuis longtemps et sous de nombreuses formes : de la divination et consultation des auspices des sociétés traditionnelles ou de l'antiquité à la fiction littéraire telle que traitée par Jules Verne et de nombreux auteurs de science-fiction qui ont anticipé sur leur époque pour imaginer le futur (par exemple, dans La Guerre des mondes, H. G. Wells décrit une arme dont les effets rappellent ceux du laser bien avant son invention).
Dans l'histoire de l'utilisation de ce terme, Assaad Saab distingua différentes phases. Une première phase durant les années 1970-1980 où la prospective (stratégique) s’est imposée comme outil de management et comme mode de pensée d'un avenir complexe. Une deuxième phase, de 1990 à 2000, ou le terme est repris par des dirigeants désireux d’exercer un contrôle sur les évènements visant à élargir les dimensions institutionnelles, concurrentielles, sociétales et géopolitiques au travers un cercle plus large d’acteurs et de parties prenantes. La troisième phase devrait avoir pour objectif d’immuniser l’entreprise contre l’incertitude en accroissant sa flexibilité structurelle et sa capacité d’anticiper. Riel Miller ressent la nécessité de constituer une discipline afin d’apporter des garanties sur la profondeur des savoirs, le sérieux et la légitimité de la prospective.

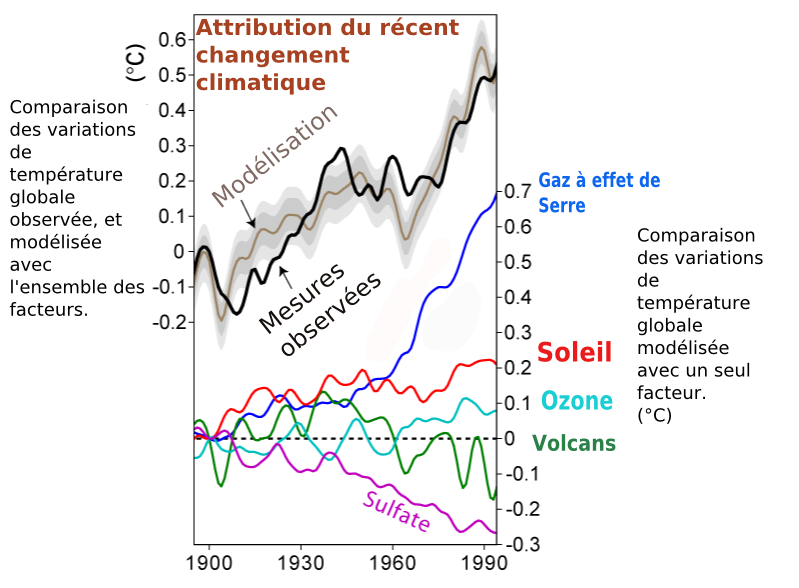
Dans le domaine du changement climatique notamment, les scénarios et les courbes de tendances construits à partir de séries de données récoltées dans le passé (ici rassemblées par le GIEC) visent à aider à imaginer l'avenir, par projection.

## Conceptions américaine et française de la prospective
La prospective a été instaurée aux États-Unis après Hiroshima (1945) : la situation et les modalités de la stratégie se trouvant profondément transformées du fait de l'utilisation de l'arme nucléaire, il fallait faire l'effort d'imaginer et d'inventorier les scénarios possibles. À cet effet, dès la fin des années 1940, le gouvernement américain fait appel à la Rand Corporation. Celle-ci a notamment mis au point la méthode Delphi et celle des scénarios. Depuis, l'activité de prospective américaine s'est diversifiée en direction des entreprises, devenant un marché pour les sociétés de conseil. Mais l'activité gouvernementale n'a pas faibli, au contraire; en témoignent les rapports de la CIA (et de la NSA), traduits dans de nombreuses langues, destinés à persuader les lecteurs de la plupart des pays de la justesse des vues américaines. Il faut y ajouter une initiative de prospective participative, le "millenium program", cherchant à impliquer des correspondants de tous les continents dans l'élaboration de visions de l'avenir. Ainsi, les moyens logistiques et financiers déployés par les États-Unis en prospective sont d'un ordre de grandeur très supérieur à ceux de l'Europe.
Les approches américaine et française divergent mais ont en commun les grands principes. D’une part l’avenir peut être influencé de manière à favoriser ce qui est désirable. D’autre part les acteurs doivent prendre conscience de leurs hypothèses implicites afin de les remettre en question et éventuellement de les modifier. Les divergences portent sur l’objectif final et sur le processus d’élaboration.
La prospective américaine est centrée sur l’information des dirigeants, la prévision de l’avenir et l’anticipation. Il s’agit essentiellement d’une prospective exploratoire. Elle est l’œuvre des seuls prospectivistes. Ce sont eux qui construisent les scénarios. L’accent est mis sur l’innovation. Les facteurs clés en sont la technique et la R&D.
La prospective française est tournée vers l’action. Elle choisit parmi les scénarios un futur possible et souhaitable. Parfois le but de la prospective est fixé dès le départ. Ainsi, l’étude des modes de vie en 2050 a été menée dès le départ pour déceler le scénario le moins émetteur de gaz à effet de serre. Elle ambitionne d’agir déjà sur le présent afin de le réaliser. Pour ce faire, elle a besoin de tous les acteurs. Les parties prenantes, clients, fournisseurs, salariés, etc. sont associées aux experts et prospectivistes. Dès le départ elles participent à l’élaboration de la prospective et veulent construire l’avenir. L’approche est volontariste. Enfin l’accent est mis sur l’être humain.

## Prospective et prévision
La prévision est informative. Son horizon est généralement le court ou moyen terme alors que celui de la prospective est plutôt le long terme. La prévision s’appuie sur des méthodes mathématiques à base de projections. La prospective ne prétend pas prévoir quoi que ce soit. Son point de mire est l’action. Elle ne se contente pas d’utiliser les méthodes mathématiques. Elle incorpore une vue interdisciplinaire mêlant économie et sciences exactes, histoire, sociologie et statistique. Pour chaque scénario elle établit une matrice de l’ensemble des facteurs variables et croise l’incidence de chaque facteur sur les autres facteurs restants en modulant la valeur de chacun. Une réflexion a ainsi lieu sur l’importance de chaque facteur,.

## Prospective et science-fiction
Selon Yannick Rumpala, la science-fiction peut constituer un matériau incorporable dans le processus de travail des prospectivistes. La science-fiction requiert un imaginaire qui n’est pas forcément l’apanage des prospectivistes. Elle aussi participe à la construction et à la diffusion de représentations du futur.  Le Meilleur des mondes est un exemple de science-fiction ayant pu contribuer à une avancée exploratoire dans les domaines des biotechnologies, sélection génétique, clonage, hypersurveillance, etc. La société Intel recourt d’ailleurs en partie à des écrivains de science-fiction dans son programme de réflexion sur les usages de technologie dans des futurs relativement proches. De même, des États comme la France font appel à la science-fiction pour éclairer différents types de risques et menaces, comme avec le programme Red Team Défense. Les capacités de la science-fiction à soulever des questions et à les mettre en scène donnent matière à réfléchir. Elle a un regard attentif et critique sur les évolutions technoscientifiques et leurs effets. Cette forme d’expression artistique est utilisée comme moyen d’alerter sur des tendances jugées inquiétantes. Son caractère littéraire lui permet d’émettre des hypothèses qui seraient dérangeantes dans d’autres contextes, par exemple le roman de George Orwell 1984.

## Domaines
Théoriquement tous les domaines de la société, du développement et des relations entre l'être humain et son environnement font l'objet de réflexions et travaux prospectifs.

### Prospective démographique
Elle est généralement basée sur des projections démographiques qui étayent des scénarios qualitatifs. C'est une préoccupation ancienne de divers états et gouvernements, puis de l'ONU. Parmi les enjeux plus récent, il s'agit d'évaluer :
- les effets du vieillissement de la population ;
- le financement des retraites dans les pays où le baby-boom a été suivi (ou sera suivi) d'une phase attendue ou déjà effective de « vieillissement démographique » ;
- des phénomènes récents tels que la délétion de la spermatogenèse ou le syndrome de dysgénésie testiculaire qui affectent un nombre croissant d'êtres humains des pays riches préoccupe aussi les prospectivistes, notamment au sein de l'OMS qui a intégré comme expert et consultant dès les années 1970 le professeur Niels E. Skakkebaek, généticien (membre du laboratoire d'étude des chromosomes du Rigshospitalet au début des années 1970) et spécialiste international reconnu de ces questions[17].

### Prospective Climat-air-énergie
Elle a des racines déjà anciennes : 
- en 1860, William Stanley Jevons avait déjà extrapolé vers le futur les prélèvements anglais de charbon jusqu’au milieu du XXe siècle pour évaluer les risques de perte de compétitivité de l’industrie anglaise face à la concurrence allemande et américaine.
- 50 ans après lui, H.S. Fleming calculait la future consommation d’énergie des États-Unis de 1950 ; il ne s'est trompé quantitativement que de 1,5 %… mais il n'avait pas deviné que le pétrole deviendrait la principale source énergétique, qu'il avait en totalité attribué au charbon.
- En France, un Centre polytechnique d’études économiques s'était en 1939 essayé à évaluer les consommations énergétique décennale, mais fut bloqué par la Seconde Guerre mondiale qui arrivait.
- Vers 1950, les calculs prospectifs à long et très long terme se sont multipliés, surtout aux États-Unis, imités par tous les pays industrialisés, avec l'encouragement des Nations unies dont tous les grands organismes ont aujourd'hui des services statistiques et de prospective.
- dans les années 1970, l'IIASA International Institute for Applied Systems Analysis lance un exercice prospectif long (1972-80) qui a mobilisé un grand nombre de chercheurs. Le rapport Meadows, sur les limites planétaires) pousse aussi les prospectivistes à s'intéressent aux consommations de ressources énergétiques et à leurs impacts (pollution, réchauffement, dérèglement climatique, acidification des océans, montée des océans, recul du trait de côte, santé...), qu'ils analysent au regard du caractère pas, peu, difficilement ou coûteusement accessible et/ou renouvelable des ressources énergétiques utilisés par des individus, familles, entreprises, société et humanité entière, et au regard de l'acceptabilité des impacts. Les crises pétrolières et les progrès de la connaissance sur ces sujets les ont poussé a passer de simples études d'anticipation des consommations énergétiques à une démarche plus intégrée, fusionnant énergies, climat, émissions/puits de carbone et qualité de l’air et des sols.
- grâce à l'informatique et aux modélisations, les chercheurs passent de calculs rudimentaires à des modèles de plus en plus sophistiqués (bottom-up, modélisation multi-sectorielle, tests de sensibilité, etc.). Ils intègrent et croisent des variables économiques, technologiques et environnementales et sociologiques.
- au XXIe siècle, les objectifs des années 1990, bien que validés dans les Conférences mondiales sur le climat (conférences de RIO et de Kyoto notamment) et appuyés sur les travaux du GIECC qui a élaboré et fait connaître de nombreux scénarios prospectifs, afin que les élus et autres décideurs, puissent faire des choix éclairés ne sont pas atteints : le facteur 4 (objectif relativement partagé issu de ces travaux) ne l'est pas, ni l'objectif des +1,5°C en 2100, malgré des progrès dans la transition vers les énergies renouvelables, l'efficacité énergétique et une économie plus décarbonée.

La prospective Climat/air/énergie, et de plus en plus, la géostratégie européenne, de l'OCDE et mondiale, s'intéressent à la sécurité et à la dépendance énergétiques, aux aspects sanitaires, économiques) et aux tendances, en particulier dans leurs dimensions écologiques et d'adaptation au changement climatique. Les scénarios prospectifs doivent aider à anticiper les impacts macroéconomiques, les modifications du marché de l’énergie et les transformations sociétales ; ils sont nécessaires à l'adaptation (au dérèglement climatique, au risque pandémique, notamment).
Les extrêmes climatiques et les expositions multi-risques aux aléas climatiques s'intensifient et sont de plus en plus fréquents, confirmant les modèles climatiques parmi les plus pessimistes, selon lesquels le nombre de personnes confrontées à une exposition cumulative aux événements va rapidement augmenter : la part des personnes nées en 2020 et exposées à des vagues de chaleur, des pertes de récoltes, des inondations fluviales, des sécheresses, des incendies de forêt et des cyclones tropicaux devrait doublera par rapport à 1960, sous les politiques d'atténuation actuelles menant à un réchauffement global de 2,7 °C d'ici 2100. Dans un scénario de réchauffement limité à 1,5 °C, 52 % des personnes nées en 2020 connaîtront une exposition sans précédent aux vagues de chaleur. Si ce réchauffement atteint 3,5 °C (ce qui devient de plus en plus plausible), cette proportion grimpera à 92 % pour les vagues de chaleur, 29 % pour les pertes agricoles et 14 % pour les inondations fluviales, et les personnes et groupes les plus vulnérables socio-économiquement seront globalement les plus exposées aux vagues de chaleur extrêmes.
En France, avec des initiatives comme les « Scénarios prospectifs énergie-climat-air » du Ministère de la Transition Écologique, et les travaux de l'Ademe, l’approche s’est enrichie de données et d’hypothèses multiples, pour notamment éclairer le débat public. Le PNAC-3 et d'autres documents intègrent comme trajectoire le scénario +3 °C en 2100.

### Prospective sociale
Elle se fonde sur l'analyse sociologique mais aussi l'évolution des tendances de consommation et des modes de vie, les transformations sociales et socio-démographiques, en particulier en lien avec le vieillissement de la population. Elle prend en compte le discours des médias et l'évolution des pratiques de communication.
La prospective sociale cherche à décrypter les comportements sociaux et à mettre en avant les mutations à l'œuvre. Par exemple, via les interfaces haptiques et les mondes virtuels (avatars, etc.), les nouvelles technologies, dont NTIC pourraient bouleverser jusqu'à la sexualité humaine[réf. nécessaire].

### Prospective urbaine
Elle prend une importance croissante, car en 2040, près de 5 milliards d'êtres humains devraient vivre en ville, dans plus d'une trentaine de mégapoles, avec 65 % d'urbain (contre 50 % en 2010), si la tendance se poursuit (20 000 urbains de plus toutes les deux heures et demie).
De nombreux défis sont à relever qui portent sur les avantages et limites de la ville, sur la pluralité et la multifonctionnalité des espaces urbains ; sur les aspects sociaux-écologiques et de l'alimentation des urbains, sur les nouveaux urbanismes et les éco-architectures. Certains parlent de « Villes Monde » devant trouver de nouveaux équilibres entre activité et attractivité, ainsi qu'en termes de sécurité, de culture, tout en s'inscrivant dans des réseaux de villes et dans un monde numérique où citoyenneté et démocraties prennent de nouvelles formes, en devant économiser les ressources en eau, énergie, en émettant moins de gaz à effet de serre, en affrontant des catastrophes probablement plus nombreuses ou graves.
Un rapport sénatorial français a fait en 2011 25 propositions (gérer l'étalement urbain et densifier la ville, dans des réseaux de villes, en humanisant et luttant contre l'habitat précaire, avec une gestion foncière maitrisée et plus écologique, avec une mixité sociale et fonctionnelle, des transports doux, une diversité urbaine, architecturale et culturelle et une architecture plus économe en énergie et ressources). Ce rapport soutient aussi la création d'une agence opérationnelle de l'ONU dédiée aux villes et aux problèmes urbains dotée de moyens importants.

## Prospective etdéveloppement durable
La prospective étant une approche raisonnée du futur, elle s'intéresse - à différentes échelles et échéances spatiales et temporelles - aux conditions et caractéristiques de durabilité et renouvelabilité des ressources (ressources naturelles, ressources énergétiques, ressources génétiques et en biodiversité, ressources spatiales et foncières, ressources sociales et humaines...) utilisées par et pour les différents modes et stratégies de développement (humain, social, économique, agro-environnemental, etc.). Elle s'articule étroitement avec les indicateurs et outils d'évaluation du développement durable. Comme en témoigne la publication en 1972 du rapport du Club de Rome - Halte à la Croissance , il y a toujours eu une relation très étroite entre prise en compte de l'environnement et prospective, Donner du futur aux territoires. Guide de prospective territoriale à l'usage des acteurs locaux. Lyon : CERTU, octobre 2000, 276 pages (Fabienne Goux-Baudiment)
En parallèle la prospective territoriale a pris un nouvel essor en intégrant le développement durable : les Agenda 21 depuis le sommet de Rio de 1992, les Projets de territoires pour la contractualisation entre les EPCI et les départements ou régions. La biodiversité, en tant que ressource en partie menacée, et perturbée par le dérèglement climatique et en tant que source de services écosystémiques irremplaçables tend à prendre une place croissante, reconnue par l'ONU, via la CDB.
Sous l'égide de l'ISC (International Science Council), un programme Future Earth réunit les sciences de l'environnement, les sciences sociales et les sciences humaines, l’ingénierie et le droit pour développer durant au moins 10 ans (2015-2025) des travaux de Recherche (qui associent des parties prenantes extérieures à la communauté scientifique) sur le thème de la soutenabilité du développement. Il a publié son premier rapport de synthèse en février 2020, préfacé par Gro Harlem Brundtland et coproduit par plus de 200 scientifiques de haut niveau.
En France, après une longue phase où la prospective relevait du domaine de l'aménagement du territoire (via la DATAR notamment) , le Ministère de l'Environnement a très rapidement après sa création en 1971 engagé des travaux de prospective à l'initiative de Serge Antoine, puis Jacques Theys, Dominique Dron et Sébastien Treyer. Ces travaux ont été développés après 2007 et la création du Ministère de l'écologie, de l'énergie, du développement durable et de la mer avec un nouveau programme centré sur la transition écologique, la prospective de la biodiversité et la transition vers des villes et territoires post carbone .
Le Comité 21, ou Comité français pour l'environnement et le développement durable, a également développé un programme de prospective, présidé par Mme Bettina Laville, créé début 2009. Après cinq mois de travaux, le comité de prospective du Comité 21 a présenté le 26 juin dernier son premier rapport intitulé : « Temps de crise financière, économique, écologique, sociale : enjeux, contradictions, opportunités ».
Membre de ce Comité de prospective, M. Thierry Gaudin auteur du « Que sais-je » sur la prospective et d'une "Prospective des religions" est aussi connu en France pour avoir fondé puis dirigé le centrre de prospective et d'évaluation du ministère de la recharche qui a publié en 1990 le livre collectif : « 2100, Récit du prochain siècle » qu'il a complété en 1993 par « 2100, Odyssée de l'espèce », qui propose de travailler sur douze programmes planétaires pour le XXIe siècle, dont le "jardin planétaire" (ouvrages téléchargeables aux "classiques des sciences sociales"). Avec l'association Prospective 2100 qu'il préside, il organise des conférences accessibles en vidéo sur Internet et réfléchit effectivement à une approche prospective du développement durable.
Les Conseils régionaux ont une mission de prospective dans le cadre de leurs compétences en aménagement du territoire, qui se traduit notamment par les SRADDT (Schémas régionaux d'aménagement et de développement du territoire) puis par les SRADDET.

## Prospective et biodiversité
La biodiversité étant la source première de ressources vitales (eau, air, sol, diversité génétique, services écosystémiques), ainsi qu'un puissant facteur de résilience écologique, elle a pris depuis les années 1990 une valeur particulière au regard de la prospective.
Depuis les années 1990, les scientifiques modélisent ou extrapolent des tendances à partir d'expériences et de données provenant du monitoring global et local de la biodiversité. Ils cherchent à dégager les tendances lourdes ou plus discrètes, et à mieux comprendre les interactions complexes entre climat, biodiversité et services écosystémiques pour évaluer les « points de basculement critiques » pouvant durablement ou irréversiblement affecter « l’abondance et les distributions des génotypes, espèces, communautés, écosystèmes et biomes, ainsi que leurs interactions ». Ils peuvent s'inspirer de l'évolution des paléoenvironnements, mais en partie seulement, car des changements nouveaux liés à l'anthropisation, l'artificialisation et la fragmentation des systèmes naturels surajoutent aujourd'hui leurs impacts à ceux du changement climatique ou de la montée ou de l'acidification de la mer.
En 2010, pour la CDB, « les projections des impacts des changements globaux sur la biodiversité montrent que la tendance actuelle se poursuit. Dans bien des cas, elles montrent également une accélération des extinctions d'espèces, de la perte des habitats naturels et des changements dans la distribution et l’abondance des espèces et des biomes tout au long du XXIe siècle », avec une aggravation probable au XXIe siècle du changement climatique et de l’eutrophisation qui vont synergiquement « considérablement altérer la distribution et l’abondance des espèces, des groupes d’espèces et des biomes » en aggravant les risques d'extinction d'espèces, de recul de la toundra et des forêts tropicales (Amazonie en particulier), et de dégradation écosystémique. Les changements d'occupation des sols, la surexploitation des ressources (marines (surpêche) et forestières tropicales notamment), la variation des débits et qualité des cours d'eau, l'artificialisation et la fragmentation des milieux devraient continuer à encore dégrader la biodiversité. Des phénomènes globaux tels que l'acidification des mers, la diffusion d'espèces invasives ou de maladies émergentes (dont zoonoses), ou une dégradation des récifs coralliens sont considérées comme probables par de nombreux experts. Ils auront des impacts économiques, y compris sur le tourisme.
Quelques scénarios socio-économiques « optimistes » laissent penser que des modes de développement à moindre impact (décarbonés et économes en ressources et capables de prendre en compte les services écosystémiques,) sont encore possibles, mais ils « exigent de changer radicalement les paradigmes du développement », et à condition de les adopter « sans tarder, de manière adéquate et globale ». Les scénarios les plus récents montrent « une variabilité dans les projections de perte de biodiversité bien plus importante que dans les évaluations antérieures ». En particulier, « si les émissions de gaz à effet de serre suivent les trajectoires actuelles, plusieurs modèles du système Terre prévoient que les transformations provoquées par le changement climatique dans les biomes terrestres et l'écosystème marin seront bien plus importantes que celles prévues par les évaluations précédentes ». Comme dans le domaine de la prospective climatique, les experts en biodiversité craignent ne pouvoir que proposer des mesures d'atténuation et d'adaptation. Selon le « 3ème rapport technique pour les perspectives mondiales de la diversité biologique », « le risque de perte catastrophique de biodiversité à la suite des interactions entre deux facteurs ou plus, tel que le dépérissement de la forêt amazonienne lié aux interactions entre la déforestation et le changement climatique, a été largement sous-estimé lors des évaluations précédentes ». Parmi les difficultés à résoudre figure la contradiction entre la valorisation de l'exploitation de la biodiversité pour sa valeur d'usage (alimentation, fibres, matériaux..) et sa valorisation pour ses autres valeurs (dont auto-entretien des systèmes écologiques). Un point de dissensus porte sur le partage des ressources (halieutiques y compris), les moyens d'améliorer l' efficacité agricole, dont les limites, impacts et bilans sont encore très discutés. Une aquaculture à faible impact semble possible et nécessaire, mais les experts pensent que faute de réglementation adéquate, l’aquaculture continuera à présenter des problèmes importants pour l’environnement.

## Temporalités (horizons de temps)
Selon les enjeux (ex. : économie, santé, climat…) et selon les besoins stratégiques, les pas de temps sont dits de court, moyen et long terme. Ces notions sont relatives, mais on parle par exemple de
- prospective du présent sur 2 à 5 ans ;
- prospective du devenir sur 5 à 10 ans ;
- prospective proche de la futurologie sur plus de 25 ans.

La prospective se fait donc sur plusieurs horizons, selon que l'on est entreprise, administration ou État (voire un particulier cherchant à s'orienter professionnellement ou décider de placements d'argent).

## Principes
La prospective repose aujourd'hui sur quelques grands principes relevant à la fois des sciences dites dures et humaines et sociales, et adossés à quelques postulats :
- déterminisme (les effets sont précédés de causes, dans un même contexte, les mêmes causes ont les mêmes effets),
- temporalité ;
- réductionnisme (la réalité peut être dans une certaine mesure simplifiée et appréhendée via des indicateurs) ;
- calcul statistique et de probabilité ;
- modélisation ;
- approche systémique, reconnaissant une certaine prédictibilité de certains systèmes, à certaines échelles.

## Méthodes
Deux grandes attitudes méthodologiques sont généralement distinguées et cohabitent parfois en matière de prospective :
- l'une est fondée sur la rétrospective. C'est l'école française de prospective. En simplifiant (avec le risque de tomber dans une simplification caricaturale) des états des lieux, des hypothèses d'évolution et des tendances observées, elle permet d'aboutir à des scénarios ou schémas prospectifs imaginables construits sur des ensembles ;
- l'autre favorise l'intuition et la créativité. Elle recherche ce qui n'est pas nécessairement du domaine du logique et prend plus volontiers le risque de se tromper (on ne peut être vraiment certain qu'un signal faible était un vrai signal qu'avec le temps), s'exprimant souvent en cahier de prospective, en veillant à ne pas se limiter par autocensure, laquelle empêche souvent les « signaux faibles[37] » de devenir visibles au groupe. C'est la méthode des scénarios dynamiques.

L'histoire semble montrer que dans le cas de la prospective à 10 ans, la seconde était plus efficace selon la richesse intuitive insufflée notamment par le recueil de signaux faibles. Ainsi, le fax, Dell, le SMS, Actimel... sont nés d'intuitions. Dans certains pays de tradition plus cartésienne, tels que la France, la méthode des scénarios est peut-être plus appréciée, notamment en France, rassurant les esprits.
Au Canada, la méthode intuitive semble préférée, notamment car semblant plus appropriée à la détection de signaux faibles (définis comme étant des faits paradoxaux portant à réflexion selon Philippe Cahen, ou des « faits porteurs d’avenir » par Hugues de Jouvenel). « Horizons de politiques Canada » (HPC) est l'organisme gouvernemental canadien, « centre d’excellence en prospective du gouvernement du Canada », créé pour fournir aux décideurs publics une prospective pouvant améliorer la qualité des politiques publiques face aux transformations sociétales et technologiques en cours ou à venir (dont sur l'intelligence artificielle).
Approche collaborative : Il est souvent intéressant de croiser divers points de vue, d'où un travail fréquemment organisé en groupe d'experts. Des projets comme BioPIQuE en France (sur les questions scientifiques émergentes dans le domaine de la biodiversité) ont testé le principe d'une large et libre mobilisation de l'expertise via Internet, pour « l’exploration des futurs et des questions émergentes ».

## Processus

### Création du collectif
La prospective française se donne comme objectif d’agir sur le présent pour rendre plus probable un scénario futur souhaitable. Dans cette optique, la participation des parties prenantes est indispensable. Elle garantit le recensement et la prise en compte de l’ensemble des données dans l’étude de l’existant ainsi qu’un choix consensuel du scénario le plus désirable. Elle assure la participation active de chacun lors des actions pour rendre réalisable ce scénario. En effet, la cognition collective entraîne une évolution de la position de chaque acteur. Les parties prenantes parviennent à des valeurs et finalités communes et agissent de concert en vue du futur désiré. Parfois le but de la prospective est fixé dès le départ. Ainsi l’étude des modes de vie en 2050 a été menée dès le départ pour déceler le scénario le moins émetteur de gaz à effet de serre. Les groupes de travail font appel à des partenaires externes. Les prospectivistes sont requis pour la conduite de la prospective. Des institutions, des groupes sociaux ou des entreprises complémentaires peuvent être associés et des experts sollicités ponctuellement.

### Recensement de l’existant
Le recensement de l’existant précède l’élaboration de scénarios. Les tendances sont recherchées et distinguées entre les lourdes et les conjoncturelles. Celles qui sont émergentes sont particulièrement analysées. Elles peuvent être les germes de futurs possibles. Sont étudiés les environnements incertains et les signaux faibles. Les signaux faibles sont des évènements en émergence dont l’influence sur le système est incertaine ou très faible, mais peut devenir significative, notamment en fonction de changements importants extérieurs. Les ruptures possibles sont inventoriées. Les ruptures se définissent comme des retournements rapides, voire brutaux, par rapport à une tendance que l’on pensait bien établie. Cela peut concerner entre autres les évolutions géopolitiques ou climatiques, de nouvelles règles de gouvernance, des attentes sociétales, des évolutions technologiques. Les idées toutes faites sont recherchées et combattues, nécessitant une déconstruction des représentations ce que Yannick Rumpala définit comme un travail de problématisation au sens où Michel Foucault entendait ce terme. Foucault est qualifié par Arona Moreau de déconstructionniste positiviste et de penseur de rupture.

### Scénarios
Le recensement de l’existant est suivi par l’établissement de scénarios. Le soin apporté à leur élaboration est une spécificité française. Cette méthode est qualifiée aux États-Unis de méthode française bien que les scénarios soient nés aux États-Unis. En France ils servent à explorer des futurs possibles avant de choisir le futur souhaitable. Chaque scénario est très complet. Il prend en compte l’ensemble des facteurs et leurs interactions. L’élaboration d’un scénario est la plus objective possible et ne doit pas être influencée par un système de valeurs.

### Stratégie
La prospective française entend influer sur l’avenir. Une fois déterminé le scénario souhaitable et possible, elle préconise les actions à entreprendre en vue de sa réalisation.